# Neumühle (Büchenbach)
Neumühle (fränkisch: Naimil) ist ein Gemeindeteil der Gemeinde Büchenbach im Landkreis Roth (Mittelfranken, Bayern). Neumühle liegt in der Gemarkung Günzersreuth.

## Geographische Lage
Das Dorf liegt ca. 6,5 km von Büchenbach entfernt inmitten von Feldern und Wiesen. Südlich angrenzend fließt die Aurach. Unweit östlich des Ortes mündet der von Norden kommende Geisbach ein, der die südwestliche Flanke des Heidenberges zur Aurach als Vorfluter hin entwässert. Die Kreisstraße RH 4 führt nach Abenberg (3,6 km südlich) zur Staatsstraße 2220 bzw. nach Kammerstein zur Bundesstraße 466 (2,8 km nördlich), die RH 5 führt nach Mildach (1 km westlich) bzw. nach Götzenreuth (1,1 km östlich).

## Geschichte
Die Mühle wurde um 1300 vermutlich vom Kloster Ebrach erbaut, aus dieser Zeit stammt auch die Ersterwähnung als „in nouo molendio“ anlässlich von Zehntabgaben an das Bistum Eichstätt. Sie lag an einer Nebenstrecke eines damals bedeutenden Handelsweges, der Burgunderstraße.
1671 gab es in Neumühle ein Anwesen, der dem eichstättischen Kastenamt Abenberg unterstand. Gegen Ende des 18. Jahrhunderts gab es in Neumühle weiterhin nur ein Anwesen. Das Hochgericht übte das brandenburg-ansbachische Oberamt Schwabach aus. Die Sägmühle hatte das eichstättische Kastenamt Abenberg als Grundherrn.
1800 brannte die Mühle vollständig ab und wurde wieder aufgebaut. Im Rahmen des Gemeindeedikts wurde 1808 Neumühle dem Steuerdistrikt Günzersreuth und der 1818 gebildeten Ruralgemeinde Günzersreuth zugeordnet. 1886 kam das Gasthaus dazu, später einige Wohnhäuser. Am 1. Januar 1972 wurde Neumühle im Zuge der Gebietsreform in Bayern nach Büchenbach eingegliedert.

## Einwohnerentwicklung
| Jahr      | 001818 | 001840 | 001861 | 001871 | 001885 | 001900 | 001925 | 001950 | 001961 | 001970 | 001987 | 002014 | 002019 |
| Einwohner | 9      | 10     | 11     | 12     | 17     | 16     | 21     | 53     | 73     | 81     | 66     | 60     | 59     |
| Häuser    | 2      | 1      |        |        | 3      | 3      | 4      | 6      | 15     |        | 19     |        |        |
| Quelle    | [ 13 ] | [ 14 ] | [ 15 ] | [ 16 ] | [ 17 ] | [ 18 ] | [ 19 ] | [ 20 ] | [ 21 ] | [ 22 ] | [ 23 ] | [ 1 ]  | [ 1 ]  |

## Religion
Der Ort ist seit der Reformation evangelisch-lutherisch geprägt und bis heute nach St. Georg (Kammerstein) gepfarrt. Die Katholiken waren ursprünglich nach St. Vitus (Veitsaurach) gepfarrt, heute ist die Pfarrei St. Sebald (Schwabach) zuständig.

## Wanderwege
Durch Neumühle führt der Fernwanderweg Dr.-Fritz-Linnert-Weg.